# Barb és Star Vista Del Marba megy
A Barb és Star Vista Del Marba megy (eredeti cím: Barb and Star Go to Vista Del Mar) 2021-es amerikai filmvígjáték Josh Greenbaum rendezésében. A forgatókönyvet Kristen Wiig és Annie Mumolo írták, a főszerepben Wiig és Mumolo, illetve Jamie Dornan és Damon Wayans Jr. látható.
Eredetileg 2020-ban tervezték bemutatni, de a koronavírus-járvány miatt elhalasztották. A filmet 2021. február 12-én mutatta be a Lionsgate. Általánosságban pozitív visszajelzéseket kapott a kritikusoktól.

## Cselekmény
Két nebraskai jóbarát Floridába utazik nyaralni, de belekeverednek egy gazfickó tervébe.

## Szereplők
| Színész                            | Szerep                  | Magyar hang         |
| ---------------------------------- | ----------------------- | ------------------- |
| Kristen Wiig                       | Star                    | Kisfalvi Krisztina  |
| Kristen Wiig                       | Sharon Fisherman        | Kisfalvi Krisztina  |
| Elizabeth Kelly                    | fiatal Sharon Fisherman |                     |
| Annie Mumolo                       | Barb Quicksilver        | Náray Erika         |
| Jamie Dornan                       | Edgar Pagét             | Szatory Dávid       |
| Damon Wayans Jr.                   | Darlie Bunkle           | Galambos Péter      |
| Michael Hitchcock                  | Gary                    | Katona Zoltán       |
| Kwame Patterson                    | George, a kocsmáros     | Barabás Kiss Zoltán |
| Reyn Doi                           | Yoyo                    |                     |
| Wendi McLendon-Covey               | Mickey Revelet          | Erdős Borcsa        |
| Vanessa Bayer                      | Debbie                  | Andrádi Zsanett     |
| Fortune Feimster                   | Pinky                   | Kokas Piroska       |
| Rose Abdoo                         | Bev                     | Bessenyei Emma      |
| Phyllis Smith                      | Delores                 | Menszátor Magdolna  |
| Mark Jonathan Davis                | Richard Cheese          | Kassai Károly       |
| Karen Maruyama                     | karikaturista           | Rátonyi Hajni       |
| Jayde Martinez                     | Maria Margolis          |                     |
| Tom Lenk                           | Arnie                   |                     |
| Hank Rogerson                      | nevelőapa               |                     |
| Josh Robert Thompson               | Morgan Freemond         | Bognár Tamás        |
| Andy García ("Tommy Bahama" néven) | Tommy Bahama            | Jakab Csaba         |
| Reba McEntire                      | Trish                   |                     |
| Ian Gomez                          | üzletvezető             | Elek Ferenc         |

## Fogadtatás
A Metacritic honlapján 64 pontot szerzett a százból, 30 kritika alapján. A kritikák dicsérték Jamie Dornan színészi játékát és énekhangját. A The Hollywood Reporter 2021 legjobb filmjei közé válogatta.